# Scalida simplex
Scalida simplex är en kackerlacksart som beskrevs av Bei-Bienko 1969. Scalida simplex ingår i släktet Scalida och familjen småkackerlackor. Inga underarter finns listade i Catalogue of Life.